# Хеггтвейт, Энн
Энн Хеггтвейт (англ. Anne Heggtveit; 11 января 1939, Оттава) — канадская горнолыжница, олимпийская чемпионка, чемпионка мира. Компаньон ордена Канады (CM).

## Карьера
Энн Хеггтвейт родилась в Оттаве в семье выходцев из Норвегии. Её отец Халвар Хеггтвейт был чемпионом Канады в лыжных гонках. В 1932 году он отобрался на Олимпийские игры, но на старт не выходил. Энн считалась лыжным вундеркиндом и в семилетнем возрасте была выбрана в качестве тестовой горнолыжницы для соревнований по скоростному спуску в Лейк-Плесиде.
В 1954 году в пятнадцатилетнем возрасте Хеггтвейт выиграла престижные соревнования по гигантскому слалому в Хольменколлене, став самой юной победительницей этих стартов. В том же году на чемпионате мира в Швеции дважды попадала в десятку лучших, став девятой в скоростном спуске и седьмой в слаломе.
Несмотря на ряд травм Хеггтвейт смогла выступить на Олимпиаде 1956 года, где занимала места в третьем десятке, а лидером канадской команды была Люсиль Уилер, завоевавшая бронзовую медаль в скоростном спуске.
На чемпионате мира 1958 года Энн финишировала в десятке в скоростном спуске, комбинации и слаломе, но осталась без медалей, а её лучшим результатом оказалось шестое место в комбинации.
В 1960 году на Олимпиаде в Скво-Вэлли канадка дважды была двенадцатой в скоростном спуске и гигантском слаломе, а в специальном слаломе Хеггтвейт захватила лидерство уже после первой попытки и смогла удержать его во второй, став первой олимпийской чемпионкой от Канады в лыжных видах спорта. Также она выиграла «золото» в комбинации, которая была неолимпийским видом, но считалась в качестве гонки чемпионата мира.
Сразу после победной Олимпиады Хеггтвейт была удостоена Приза имени Лу Марша, а в 1976 году была награждена орденом Канады — высшей гражданской наградой страны.